# Régine Crespin

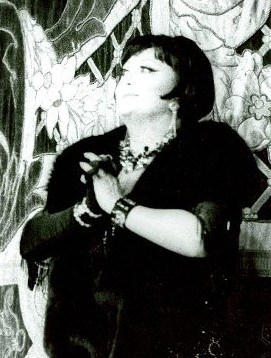
Régine Crespin (1987)

Régine Crespin (* 23. Februar 1927 in Marseille; † 5. Juli 2007 in Paris) war eine französische Opernsängerin (Sopran).

## Leben
Crespin hatte italienisch-französische Eltern, denen später ein großes Schuhgeschäft in Nîmes gehörte. Sie entschied sich zunächst dafür, Apothekerin zu werden. Nach ihrem Sieg beim Concours des plus belles voix de France änderte sie ihren Berufswunsch. Weil sie jedoch im Alter von 16 Jahren die Aufnahmeprüfung für die Universität nicht geschafft hatte, erlaubte ihr pragmatischer Vater, bei Georges Jouatte Gesang zu studieren. Tatsächlich gelang ihr die Aufnahme in das Pariser Konservatorium.
Ihr Debüt hatte sie an der Pariser Oper und sang dort sechs Jahre lang. Doch ihre ersten Erfolge stellten sich erst in der Provinz ein, wie etwa 1948 in Reims als Charlotte in Werther, 1950 als Elsa in Wagners Lohengrin in Mülhausen, als Sieglinde in Wagners Die Walküre oder in Puccinis Tosca. 1957 nahm sie an der Uraufführung von Francis Poulencs Oper Dialogues des carmélites an der Opéra de Paris teil. 
Als sie Wieland Wagner vorsang, konnte sie die Arien nur auf Französisch singen. Gleichwohl erhielt sie 1958 von Wagner die Rolle der Kundry im Parsifal bei den Bayreuther Festspielen, die sie bis 1961 sang. Für den notwendigen Deutschunterricht fand sie die Unterstützung des Professors für Deutsche Literatur, Lou Bruder. Sie heirateten bald darauf. Nach elf Jahren wurde die Ehe kinderlos geschieden.
Zu diesem Zeitpunkt war sie bereits eine international gefragte Interpretin. 1959 sang sie in Glyndebourne, und 1962 gab sie ihr Debüt an der Metropolitan Opera. Mit Herbert von Karajan gab sie 1967 erneut an der Metropolitan Opera die Sieglinde mit Birgit Nilsson als Brünnhilde und nahm mit ihm von 1967 bis 1968 an den Salzburger Festspielen teil. In der Decca-Gesamtaufnahme des „Rings“ mit Georg Solti und den Wiener Philharmonikern sang sie ebenfalls diese Rolle in Die Walküre. Von 1976 bis 1992 lehrte sie am Pariser Konservatorium. Danach unterrichtete sie Meisterklassen u. a. am Mannes College of Music in New York.
Crespin sang sowohl Partien für lyrischen Sopran als auch gelegentlich Partien für dramatischen Sopran. Régine Crespin hatte eine feine, warme, klare Stimme und die Fähigkeit, so gut wie akzentfrei deutsch zu singen.

## Auszeichnungen
- Ritter des Ordre national du Mérite[1]
- Kommandeur der Ehrenlegion[1]
- Komtur des Ordre des Arts et des Lettres[1]

## Diskografie (Auswahl)
- 1960: Richard Wagner: Parsifal (mit Hans Knappertsbusch) – Kundry
- 1963: Hector Berlioz: Les Nuits d'été (mit Ernest Ansermet)
- 1966: Richard Wagner: Die Walküre (mit Georg Solti) – Sieglinde
- 1967: Richard Wagner: Die Walküre (mit Herbert von Karajan) – Brünnhilde
- 1969: Richard Strauss: Der Rosenkavalier (mit Georg Solti) – Marschallin
- 1977: Jacques Offenbach: Die Großherzogin von Gerolstein (mit Michel Plasson)

## Zitate
„Régine Crespin war die erotische Heroine der Pariser Oper seit den fünfziger Jahren. Eine Diva der perfekten Piani. Ein Sopran, der niemals „wie“ klang, nicht wie die Mödl, nicht wie die Varnay, nicht wie die Nilsson, sondern immer – ganz eigen. Das französische Repertoire in ihrem Fach wurde durch Régine Crespin gleichsam qualitativ definiert.“

„Durch ihre Stimme, ihr Talent, aber auch ihren Humor und ihre Großzügigkeit, war Régine Crespin eine große Botschafterin der französischen Kultur.“